# Метрополітен Фучжоу
Метрополітен Фучжоу (кит.: 福州地铁) — система ліній метрополітену в місті Фучжоу, Фуцзянь, КНР. Метрополітен відкрився 18 травня 2016 року. Всі станції в місті підземні, обладнані скляними дверима що відділяють платформу від потяга. В системі використовуються шестивагонні потяги, що живляться від повітряної контактної мережі.

## Історія
Проект будівництва перших двох ліній метро був затвержений центральною владою КНР 3 червня 2009 року. Будівництво метрополітену почалося у 2011 році.

### Хронологія розвитку системи
- 18 травня 2016 — відкриття початкової дільниці Лінії 1 з 9 станцій та 9,7 км.
- 6 січня 2017 — розширення Лінії 1 на 12 станцій та 15,2 км.
- 26 квітня 2019 — відкриття початкової дільниці Лінії 2 з 22 станцій та 30,6 км.[2]
- 27 грудня 2020 — розширення Лінії 1 на 4 станції та 4,9 км.
- 29 квітня 2022 — відкриття початкової дільниці Лінії 5 з 17 станцій та 22,2 км.
- 23 серпня 2022 — відкриття початкової дільниці Лінії 6 з 14 станцій та 31,3 км.

## Лінії
| №   | Дата відкриття | Останнє продовження | Кількість станцій | Кінцеві станції                               | Довжина в км | Кількість підземних станцій |
| --- | -------------- | ------------------- | ----------------- | --------------------------------------------- | ------------ | --------------------------- |
| (1) | 18 травня 2016 | 27 грудня 2020      | 25                | «Xiangfeng»—"Sanjiangkou"                     | 24,9         | 25                          |
| (1) | 26 квітня 2019 | —                   | 22                | «Suyang»—"Yangli"                             | 30,6         | 22                          |
| (1) | 29 квітня 2022 | —                   | 17                | «Jingxi Houyu»—"Fuzhou South Railway Station" | 22,2         | 17                          |
| (1) | 23 серпня 2022 | —                   | 14                | «Pandun»—"Wanshou"                            | 31,3         | 14                          |

## Розвиток
На листопад 2022 року в місті будуються розширення діючих ліній та повністю підземна Лінія 4, що налічуватиме 23 станції та 28,4 км. Лінію 4 заплановано відкрити у вересні 2023 року. Також в місті проєктується ще декілька нових ліній.

## Режим роботи
Працює з 6:30 до 23:45.

## Галерея

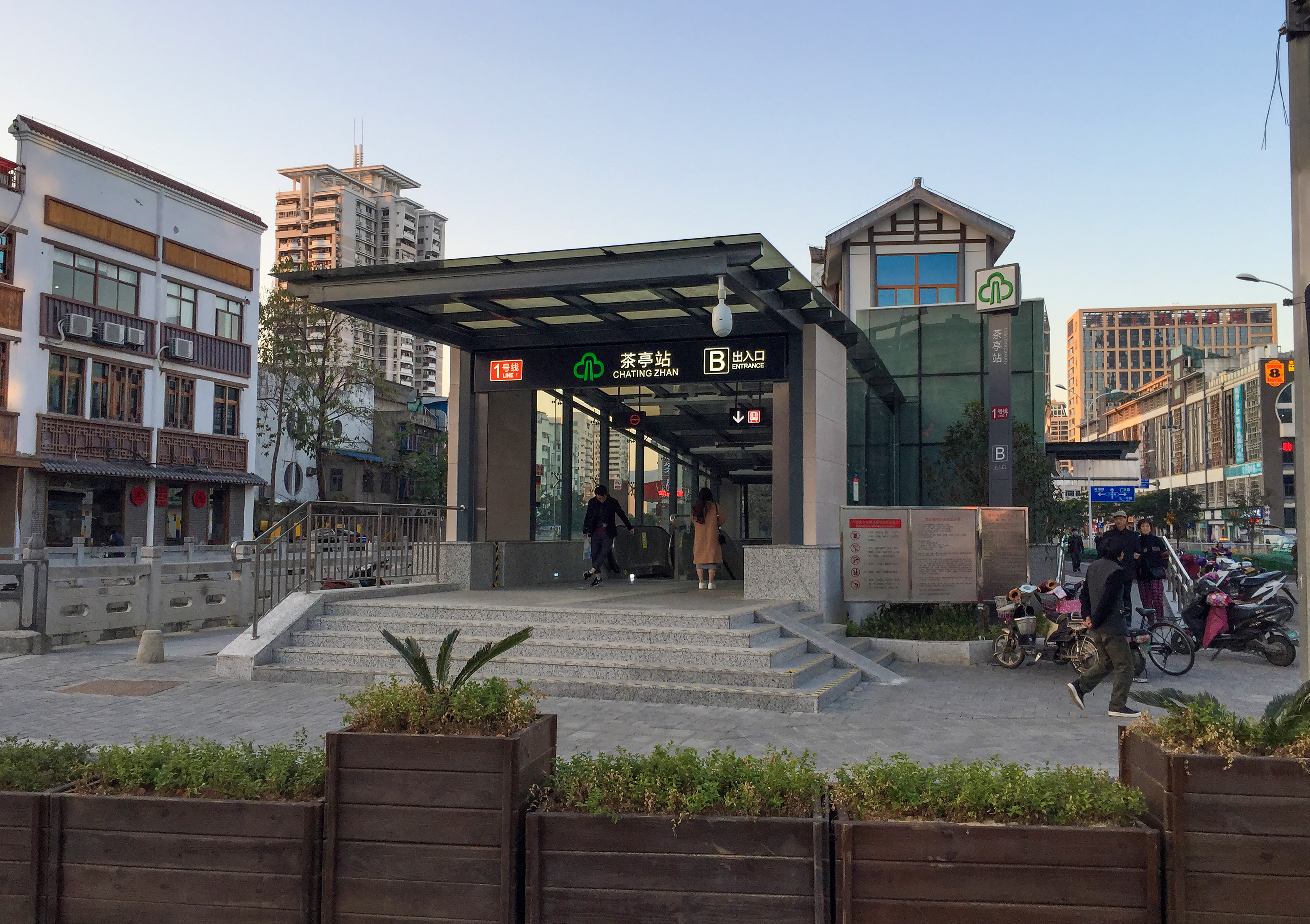
Вихід Б зі станції Chating
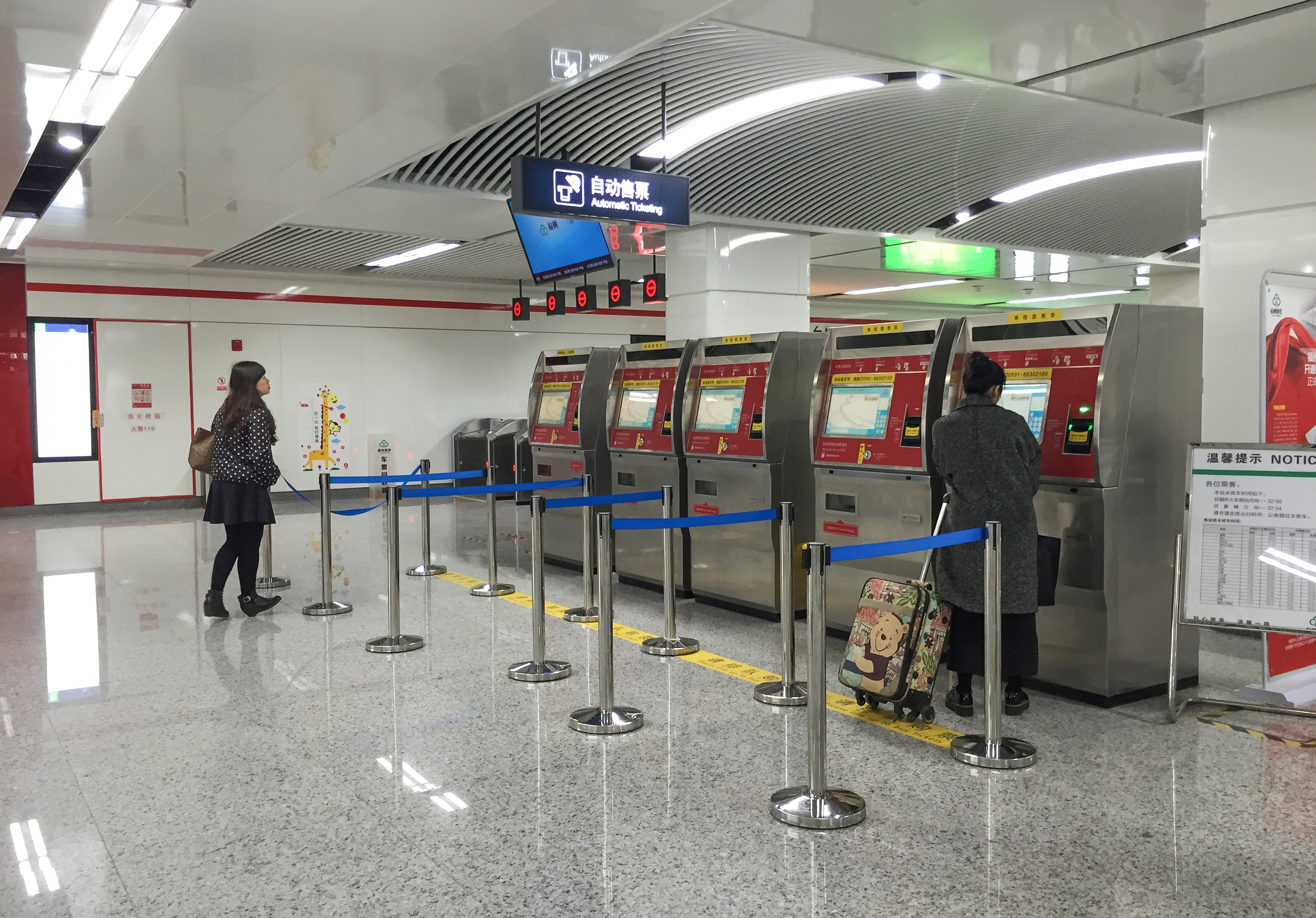
Квиткові автомати на станції Chating
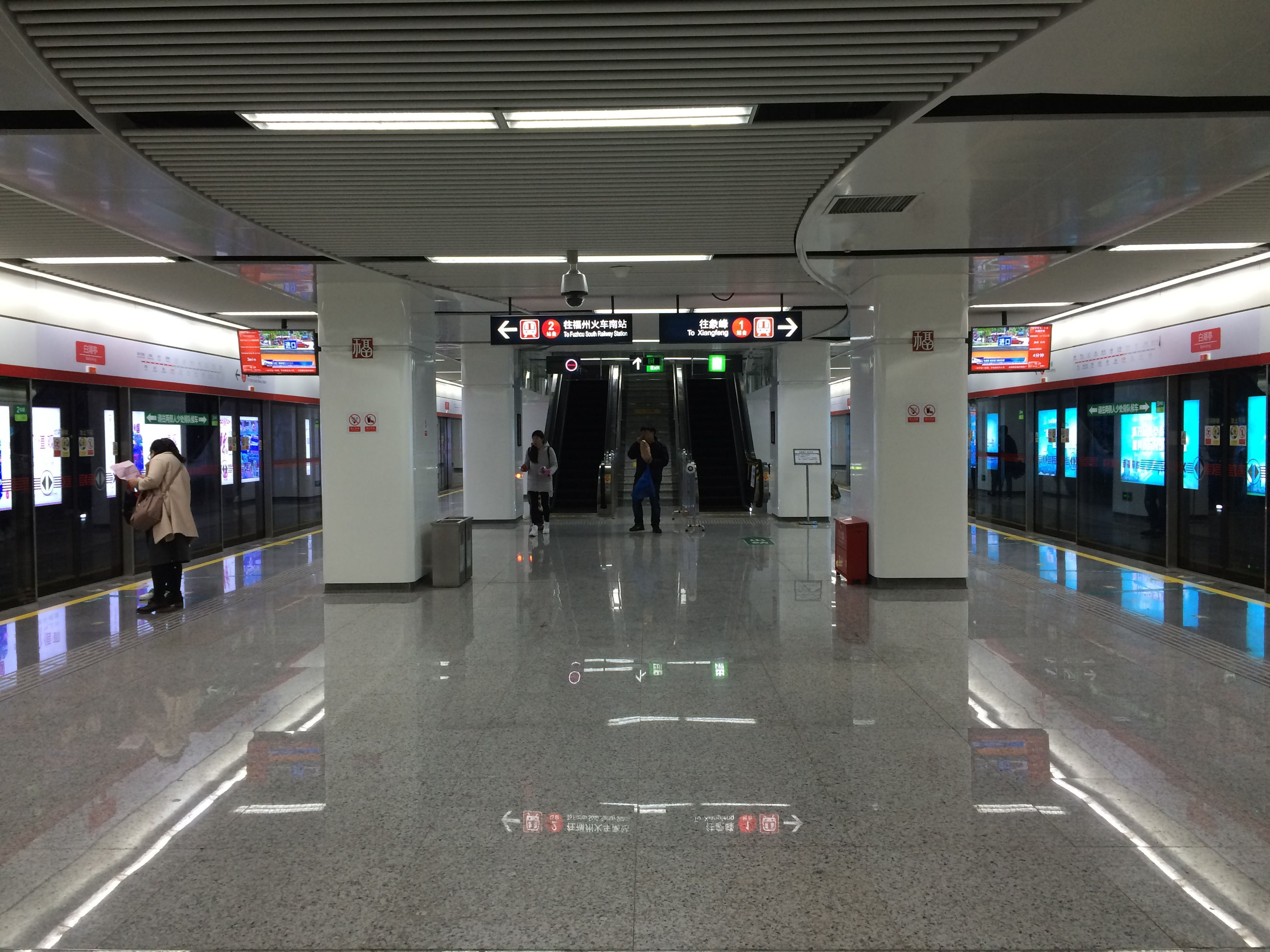
Платформа станції Baihuting
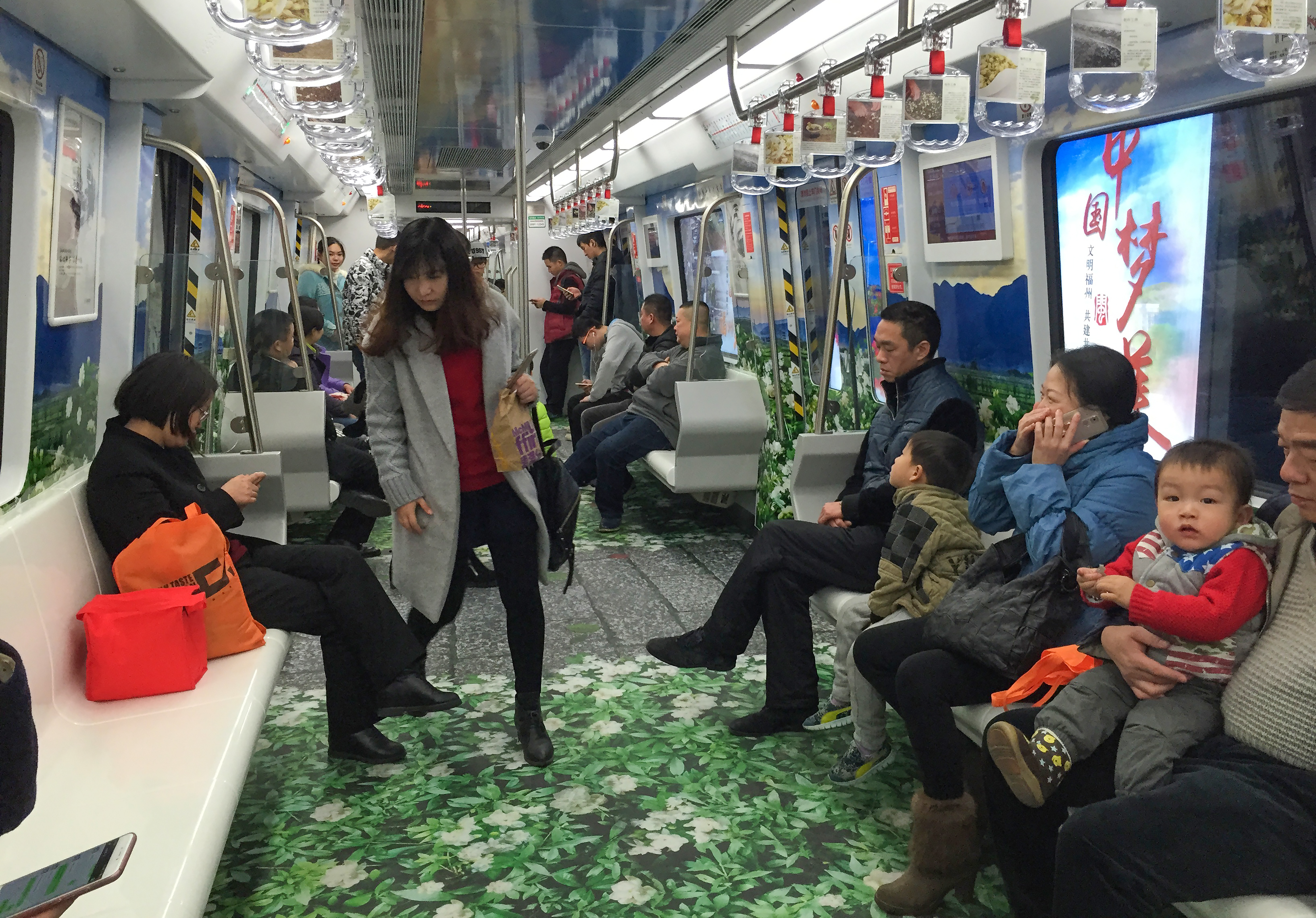
Всередині вагона